# Aéroport Iskandar
L'aéroport de Iskandar (code IATA : PKN • code OACI : WAGI) est un aéroport basé à Pangkalan Bun de Kalimantan central.

## Compagnies et destinations
| Compagnies | Destinations                                                   |
| ---------- | -------------------------------------------------------------- |
| Citilink   | Surabaya-Juanda, Semarang-A. Yani, Jakarta-Halim-Perdanakusuma |
| NAM Air    | Surabaya-Juanda, Djakarta-S.-Hatta, Semarang-A. Yani, Ketapang |
| Wings Air  | Bandung-H.-Sastranegara, Sampit, Semarang-A. Yani              |

## Situation
| Banda Aceh Denpasar Pangkal · Pinang Tanjung · Pandan Djakarta-Soekarno-Hatta Bengkulu Solo Semarang Pangkalan · Bun Palangkaraya Sampit Palu Djakarta-Halim Perdanakusuma Samarinda Malang Surabaya Balikpapan Ende Kupang Komodo Gorontalo Jambi Bandar Lampung Ambon Tarakan Ternate Manado Gunung · Sitoli Medan Wamena Biak Merauke Timika Jayapura Pekanbaru Batam Tanjung · Pinang Bau-Bau Banjarmasin Makassar Palembang Bandung Pontianak Ketapang Bima Lombok Manokwari Sorong Padang Yogyakarta |